# Carrom
Carrom is de verzamelnaam voor een aantal tabletopspellen die met elkaar gemeen hebben dat ze in opzet een combinatie lijken van biljart en sjoelen.

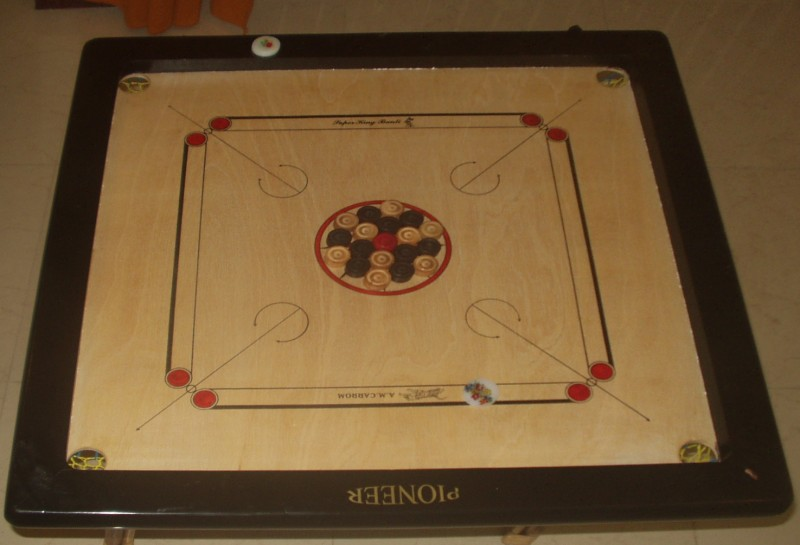
Carrom bord. De negentien carromstenen zijn klaargelegd in het midden (beginopstelling)

Carrom is ook de naam van een bedrijf in de Verenigde Staten dat spellen produceert, waaronder een Amerikaanse variant op Carrom. Meestal wordt deze variant Amerikaans Carrom genoemd.

## Oorsprong en verbreiding

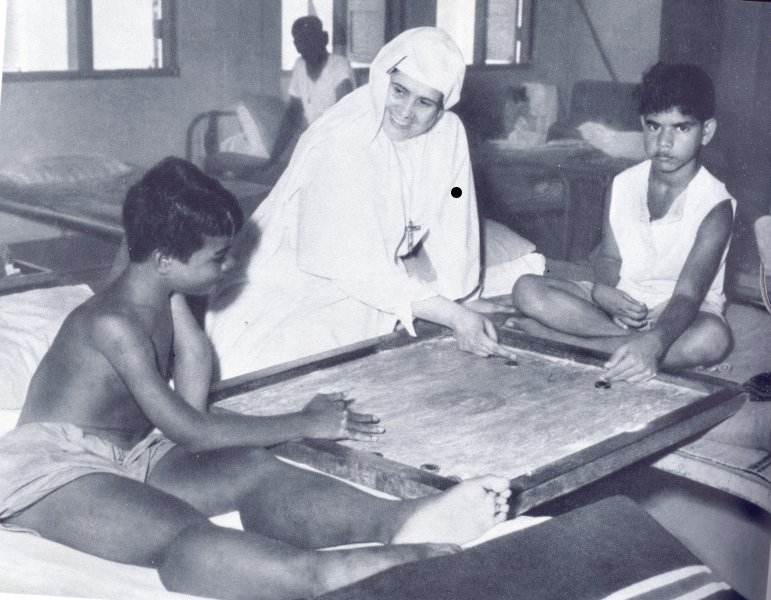
Twee kinderen spelen carrom met een katholieke non in India

Over de oorsprong van carrom bestaat enige onzekerheid. De meeste westerse bronnen noemen India als oorsprong, maar andere landen worden ook wel genoemd. Wel is zeker dat een Amerikaan, Henry Haskell, het spel voor het eerst patenteerde in de jaren 1890.
In India en haar naburige landen (Afghanistan, Pakistan, Bangladesh, Sri Lanka etc.) vindt men Carromspelers in het straatbeeld van steden en dorpen. Sinds de jaren 80 groeit de populariteit van het spel in Europa en Noord-Amerika en wordt het wereldwijd gespeeld.
Ook in Nederland vinden regelmatig toernooien plaats.

## Benodigdheden
Het spel wordt gespeeld op een bord of tafel van gelakt multiplex van meestal 74 bij 74 centimeter. Aan de vier zijden bevinden zich houten banden, waardoor de stenen teruggekaatst kunnen worden. Als glijmiddel wordt zetmeel gebruikt. De bedoeling van het spel is om de grootste en zwaarste schijf op het bord, de kunststof striker (schietschijf of speelschijf) vanaf de basislijn met de vingers zodanig vooruit te schieten, dat deze de kleinere stenen in een van de gaten die zich in de hoeken bevinden, kaatst. Deze houten carromstenen of -schijven (in feite kunnen hier gewoon damschijven voor gebruikt worden) zijn onderverdeeld in evenveel zwarte als witte schijven. Deze kleuren geven aan welke schijven er door de respectievelijke spelers of teams ingeworpen dienen te worden. Degene die het spel opent, speelt altijd wit. Er is ook nog een rode carromsteen, die de koningin genoemd wordt.

### Bordvarianten
Het bord wordt gemaakt in verschillende formaten met verschillende hoekzakjes. Bij sommige borden is het niet mogelijk om de schietschijf in de gaten te schieten.

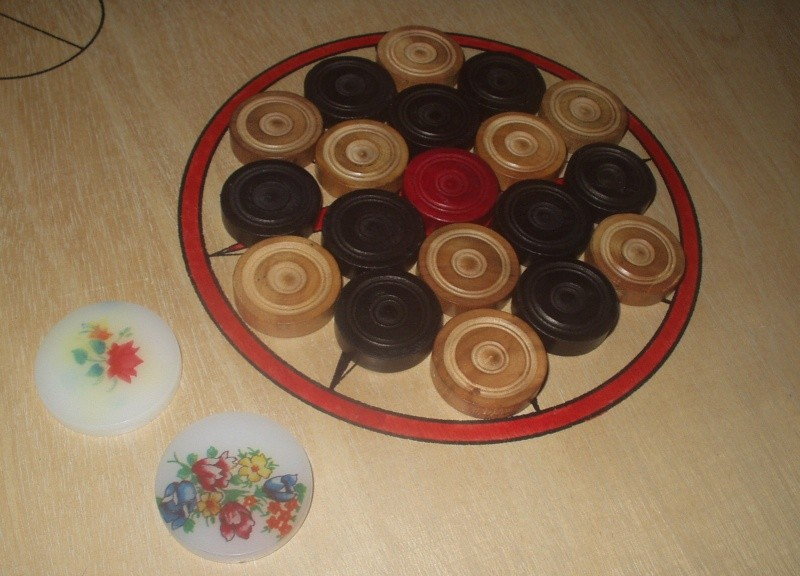
Carromstenen en twee schietschijven, beginopstelling

## Regels
De bedoeling van het spel is dat de speler zijn negen carromstenen in de gaten heeft gekregen vóórdat de tegenspeler dat doet. De koningin moet vóór de laatste steen gescoord worden en in dezelfde of eerstvolgende zet gedekt te worden door een steen van de speler. Als dat dekken niet lukt, wordt de koningin teruggeplaatst in het midden. Ook als een speler lichaamsdelen (vingers) over de diagonale lijn plaatst, of als de schietschijf in een van de gaten geschoten wordt, worden er strafstenen uit de gaten gehaald en in het midden teruggelegd.

## Point carrom
Dit is een variant die erg populair is bij kinderen en bij een oneven aantal spelers. Het spel is gelijk aan bovenstaande, met dat verschil dat de spelers ongeacht welke kleur mogen scoren. De ene kleur geldt voor één punt, de andere kleur telt voor twee, terwijl de koningin vijf punten oplevert indien die in dezelfde of eerstvolgende zet gedekt wordt door een gewone carromsteen. De speler die als eerste 17 punten vergaart, is de winnaar, of degene die de meeste punten heeft als alle stenen gescoord zijn.